# Rainbow Tours (Deutschland)
Die mit dem Markennamen Rainbow Tours auftretende A. S. Reiseveranstaltungs GmbH war ein 1981 gegründetes deutsches Reiseveranstaltungsunternehmen mit Hauptsitz in Hamburg-Veddel, das nach eigenen Angaben Marktführer im Bereich Städtereisen und Sommerreisen war. Die Busreisen selbst wurden zunächst von der Autobusbetrieb Bruno Thies KG und seit 2001 von der Thies Bustouristik GmbH durchgeführt.
Die A. S. Reiseveranstaltungs GmbH und die Thies Bustouristik GmbH wurden im Oktober 2011 an die Müritz-Strelitzer Reiseunternehmen GmbH verkauft, die im Dezember 2011 einen Insolvenzantrag stellte und im April 2012 aufgelöst wurde.

## Geschichte
Inhaber der Marke Rainbow Tours ist André Schlatermund, der seinerseits der A. S. Reiseveranstaltungs GmbH ein Nutzungsrecht eingeräumt hatte. Die A. S. Reiseveranstaltungs GmbH wurde im Jahre 1981 ebenfalls von André Schlatermund in Hamburg gegründet. Die Busreisen selbst wurden von der Autobusbetrieb Bruno Thies KG durchgeführt, die der Großvater von André Schlatermund gegründet hatte und deren Geschäfte von dessen Mutter geführt wurden. Die Autobusbetrieb Bruno Thies KG firmierte später als Autobusbetrieb Bruno Thies GmbH & Co. KG. Für die A. S. Reiseveranstaltungs GmbH arbeiteten bis zu 100 Mitarbeiter in dauerhaften Arbeitsverhältnissen. Das praktische Reisegeschäft in den Bussen und in den Feriengebieten wurde von bis zu 850 Mitarbeitern umgesetzt. Neben dem Hauptfirmensitz in Hamburg hatte der Reiseveranstalter eigene Niederlassungen in Köln, Berlin und München. Zusätzlich unterstützten 7.500 Reisebüros den Vertrieb.
Im Jahr 2001 wurde Mathias D. Kampmann geschäftsführender Gesellschafter der A. S. Reiseveranstaltungs GmbH und André Schlatermund schied als Gesellschafter aus. Nach Angaben von André Schlatermund wurde er von Mathias D. Kampman „aus der Firma gedrängt“. Nach dem Ausscheiden des Gründers wurde die A. S. Reiseveranstaltungs GmbH eine Tochter der MDK-Beteiligungsgesellschaft mbH. Die Busreisen selbst wurden fortan von der neu gegründeten Thies Bustouristik GmbH durchgeführt, die ihrerseits eine Tochter der A. S. Reiseveranstaltungs GmbH wurde.
Im Oktober 2011 verkaufte der Geschäftsführer der Gesellschaften, Mathias D. Kampmann, die A. S. Reiseveranstaltungs GmbH sowie die Thies Bustouristik GmbH an die Müritz-Strelitzer Reiseunternehmen GmbH. Inhaber der Müritz-Strelitzer Reiseunternehmen GmbH war Jörg Grützner, der an mindestens acht Insolvenzen beteiligt war. Die Geschäfte der Thies Bustouristik GmbH wurden von Mathias D. Kampmann unter der neu gegründeten Thies Bustouristik GmbH & Co. KG fortgeführt.
Im Dezember 2011 stellte die Müritz-Strelitzer Reiseunternehmen GmbH einen Insolvenzantrag für diese und ihre Tochterunternehmen die A. S. Reiseveranstaltungs GmbH sowie die Thies Bustouristik GmbH. Im März 2012 zeigte der Insolvenzverwalter der Müritz-Strelitzer Reiseunternehmen GmbH die Masseunzulänglichkeit an. Im April 2012 wurden die Gesellschaften aufgelöst.
Gegen Mathias D. Kampmann wird wegen des Verdachts der Insolvenzverschleppung, der Steuerhinterziehung sowie des Betruges ermittelt. Ein noch nicht rechtskräftiges Urteil wurde am 12. Februar 2021 gesprochen.

## Zielgruppe
Rainbow Tours war ein Veranstalter von Busreisen im Niedrigpreissegment. Die Zielgruppe waren hauptsächlich Jugendliche und Studenten. Das Durchschnittsalter der Gäste lag bei Städtereisen zwischen 25 und 45 Jahren und bei Sommerreisen zwischen 16 und 29 Jahren. Jährlich verreisten rund 150.000 junge Menschen mit Rainbow Tours. Die Wiederholungsquote bei den Reisenden lag bei 88 %.

## Weitere Marken
Weitere von der A.S. Reiseveranstaltungs GmbH verwendete Marken waren abi-fertig-urlaub, abireisen 2.0, Sunrise Jugendreisen und snowbility. Die Marke Sunrise Jugendreisen wurde im Oktober 2011 von dem Reiseveranstalter ruf erworben. 2004 gründete André Schlatermund die agt - agency for global transport in Hamburg, die zu den großen Bus-Charter-Agenturen Deutschlands gehört.

## Besonderes
Die Gruppe Norbert und die Feiglinge veröffentlichten 1998 auf ihrem Album Herzblatt das Spottlied Rainbow, das sich über die Unannehmlichkeiten der Busreisen von Rainbow Tours lustig macht.